# Elecciones municipales de Morón de 2023
Las elecciones en el partido de Morón de 2023 se realizaron el 22 de octubre junto con las elecciones nacionales y provinciales. Ese día se eligieron intendente, concejales y consejeros escolares. El 24 de junio se oficializaron los candidatos.

## Renovación del Concejo Deliberante
En los comicios se renovará la mitad del Concejo Deliberante, que cuenta con 24 bancas:
| Bloque | Bloque               | Bancas | Bancas a renovar |
| ------ | -------------------- | ------ | ---------------- |
|        | Frente de Todos      | 11     | 6                |
|        | Juntos por el Cambio | 13     | 6                |
| Total  | Total                | 24     | 12               |

Tras los comicios:
| Bloque | Bloque               | Bancas obtenidas | Bancas totales |
| ------ | -------------------- | ---------------- | -------------- |
|        | Juntos por el Cambio | 4                | 11             |
|        | Unión por la Patria  | 5                | 10             |
|        | La Libertad Avanza   | 3                | 3              |
| Total  | Total                | 12               | 24             |

## Candidatos
| Logo | Logo | Partido/alianza                                | Partidos en la alianza | Lista                            | Candidato a intendente | Candidato a intendente                                        |
| ---- | ---- | ---------------------------------------------- | --- | -------------------------------- | ---------------------- | ------------------------------------------------------------- |
|      |      | Juntos por el Cambio                           | Ver lista - Unión Cívica Radical - Partido Nacionalista Constitucional - UNIR - Generación para un Encuentro Nacional - Partido Lealtad y Dignidad de Buenos Aires - Partido Demócrata Progresista - Coalición Cívica ARI - Partido del Diálogo - Propuesta Federal para el Cambio - Propuesta Republicana - Partido Integrar - Alternativa Vecinal - Partido Socialista - Espacio Abierto para el Desarrollo y la Integración Social | Falta Menos para Vivir sin Miedo |                        | Leandro Ugartemendia (PRO) Concejal de Morón (desde 2021)     |
|      |      | Unión por la Patria                            | Ver lista - Partido Justicialista - Partido de la Victoria - Frente Renovador - Nuevo Encuentro - Frente Grande - Nuevo Encuentro por la Democracia y la Equidad - Kolina - Política Abierta para la Integridad Social - Partido Comunista - Partido del Trabajo y del Pueblo - Instrumento electoral por la Unidad Popular - Partido Solidario - Partido de la Cultura, la Educación y el Trabajo                                    | Celeste y Blanca 2               |                        | Lucas Ghi (NE) Intendente de Morón (2009-2015, 2019-presente) |
|      |      | La Libertad Avanza                             | Ver lista - Unión por Todos - Unión Celeste y Blanco - Partido Demócrata - Partido Fe - Partido Integrar - Movimiento de Integración y Desarrollo | Libertad por Siempre             |                        | Ariel Diwan (Ind.) Empresario                                 |
|      |      | Frente de Izquierda y de Trabajadores - Unidad | Ver lista - Partido del Obrero - Partido de Trabajadores por el Socialismo - Izquierda por una Opción Socialista - Nueva Izquierda | Unir y Fortalecer la Izquierda   |                        | Luis Clutet (PTS) Ferroviario (desde 2021)                    |

### Primarias
Estos candidatos no recibieron al menos el 1,5% de los votos válidos en las elecciones primarias para pasar a las elecciones generales, o resultaron derrotados en sus internas partidarias.
| Logo | Logo | Partido/alianza                    | Partidos en la alianza | Lista                     | Candidato/a a intendente/a | Candidato/a a intendente/a                          |
| ---- | ---- | ---------------------------------- | --- | ------------------------- | -------------------------- | --------------------------------------------------- |
|      |      | Juntos por el Cambio               | Ver lista - Unión Cívica Radical - Partido Nacionalista Constitucional - UNIR - Generación para un Encuentro Nacional - Partido Lealtad y Dignidad de Buenos Aires - Partido Demócrata Progresista - Coalición Cívica ARI - Partido del Diálogo - Propuesta Federal para el Cambio - Propuesta Republicana - Partido Integrar - Alternativa Vecinal - Partido Socialista - Espacio Abierto para el Desarrollo y la Integración Social | La Fuerza del Cambio      |                            | Analía Zapulla (PRO) Concejal de Morón (desde 2021) |
|      |      | Partido Celeste Provida            | Partido sin alianza | Celeste                   |                            | María Florencia Leyes (PCP)                         |
|      |      | Frente Patriota Federal            | Partido sin alianza | Primero la Patria         |                            | Jorge Eduardo Arias                                 |
|      |      | Movimiento Libres del Sur          | Partido sin alianza | Azul y Rojo               |                            | David Alejandro José Soto                           |
|      |      | Política Obrera                    | Partido sin alianza | Unidad Obrera             |                            | Miguel Angel Abramzon                               |
|      |      | Todos por Buenos Aires             | Partido sin alianza | Toba                      |                            | Raúl César Mirenda                                  |
|      |      | Vocación Social                    | Partido sin alianza | Valores y Solidaridad     |                            | José María Gómez                                    |
|      |      | Frente Federal de Acción Solidaria | Partido sin alianza | Acción y Solidaridad      |                            | Ariel Burgos                                        |
|      |      | Avanzada Socialista                | Partido sin alianza | Izquierda Anticapitalista |                            | Andrea Susana Dopazo                                |
|      |      | Esperanza del Pueblo               | Partido sin alianza | Esperanza                 |                            | Cinthia Anahí Pardo                                 |
|      |      | Liber.AR                           | Partido sin alianza | Anticorrupción            |                            | Matilde Inés Cobas Nieto                            |
|      |      | Movimiento de Integracion Federal  | Partido sin alianza | Defendamos la Provincia   |                            | Javier Ignacio Baños                                |
|      |      | Confianza Pública                  | Partido sin alianza | Valores en Acción         |                            | Carlos Darío Ulloa                                  |
|      |      | Proyecto Joven                     | Partido sin alianza | Frente Joven              |                            | Facundo Daniel Gonzalez                             |

## Resultados

### Primarias
Habilitado para las elecciones generales
| Partido/Alianza                     | Partido/Alianza                                | Lista                            | Precandidato a intendente  | Interna               | Interna               | Partido | Partido                |
| Partido/Alianza                     | Partido/Alianza                                | Lista                            | Precandidato a intendente  | Votos                 | %                     | Votos   | % (de votos positivos) |
| ----------------------------------- | ---------------------------------------------- | -------------------------------- | -------------------------- | --------------------- | --------------------- | ------- | ---------------------- |
|                                     | Juntos por el Cambio                           | Falta Menos para Vivir sin Miedo | Leandro Ugartemendia       | 34.387                | 51,07                 | 67.327  | 36,13                  |
| La Fuerza del Cambio                | Juntos por el Cambio                           | Analía Zapulla                   | 32.940                     | 48,93                 |                       | 67.327  | 36,13                  |
|                                     | Unión por la Patria                            | Celeste y Blanca 2               | Lucas Ghi                  | —                     | —                     | 64.189  | 34,45                  |
|                                     | La Libertad Avanza                             | Libertad por Siempre             | Ariel Diwan                | —                     | —                     | 40.872  | 21,93                  |
|                                     | Frente de Izquierda y de Trabajadores - Unidad | Unir y Fortalecer la Izquierda   | Luis Clutet                | 5.915                 | 74,63                 | 7.926   | 4,25                   |
| Unidad de Luchadores y la Izquierda | Frente de Izquierda y de Trabajadores - Unidad | Luis Alberto Duarte              | 2.011                      | 25,37                 |                       | 7.926   | 4,25                   |
|                                     | Principios y Valores                           | Tierra, Techo y Trabajo          | Guillermo Ariel Dybner     | —                     | —                     | 2.016   | 1,08                   |
|                                     | Movimiento de Avanzada Socialista              | Izquierda Anticapitalista        | Andrea Susana Dopazo       | —                     | —                     | 833     | 0,45                   |
|                                     | Movimiento Libres del Sur                      | Azul y Rojo                      | David Alejandro José Soto  | —                     | —                     | 711     | 0,38                   |
|                                     | Partido Celeste Provida                        | Celeste                          | María Florencia Leyes      | —                     | —                     | 517     | 0,28                   |
|                                     | Política Obrera                                | Unidad Obrera                    | Miguel Angel Abramzon      | —                     | —                     | 450     | 0,24                   |
|                                     | Frente Patriota                                | Primero la Patria                | Jorge Eduardo Arias        | —                     | —                     | 372     | 0,20                   |
|                                     | Partido Autonomista                            | Autonomista                      | Guillermo Enrique Martínez | —                     | —                     | 348     | 0,19                   |
|                                     | Proyecto Joven                                 | Frente Joven                     | Facundo Daniel Gonzalez    | —                     | —                     | 210     | 0,11                   |
|                                     | Movimiento de Integración Federal              | Defendamos la Provincia          | Javier Ignacio Baños       | —                     | —                     | 189     | 0,10                   |
|                                     | Todos por Buenos Aires                         | Toba                             | Raúl César Mirenda         | —                     | —                     | 187     | 0,10                   |
|                                     | Confianza Pública                              | Valores en Acción                | Carlos Darío Ulloa         | —                     | —                     | 158     | 0,08                   |
|                                     | Frente Federal de Acción Solidaria             | Acción y Solidaridad             | Ariel Burgos               | —                     | —                     | 34      | 0,02                   |
|                                     | Liber.AR                                       | Anticorrupción                   | Matilde Inés Cobas Nieto   | —                     | —                     | 0       | 0,00                   |
|                                     | Esperanza del Pueblo                           | Esperanza                        | Cinthia Anahí Pardo        | —                     | —                     | 0       | 0,00                   |
| Votos positivos                     | Votos positivos                                | Votos positivos                  | Votos positivos            | Votos positivos       | Votos positivos       | 186.339 | 91,37                  |
| Votos en blanco                     | Votos en blanco                                | Votos en blanco                  | Votos en blanco            | Votos en blanco       | Votos en blanco       | 15.499  | 7,60                   |
| Votos nulos                         | Votos nulos                                    | Votos nulos                      | Votos nulos                | Votos nulos           | Votos nulos           | 2.111   | 1,04                   |
| Participación                       | Participación                                  | Participación                    | Participación              | Participación         | Participación         | 203.949 | 69,32                  |
| Electores habilitados               | Electores habilitados                          | Electores habilitados            | Electores habilitados      | Electores habilitados | Electores habilitados | 294.201 | 100                    |
| Fuente: Escrutinio definitivo       |                                                |                                  |                            |                       |                       |         |                        |

### Generales
|                               | Frente de Todos                              | Lucas Ghi             | 91.100  | 43,76 | 5 |
|                               | Juntos por el Cambio                         | Leandro Ugartemendia  | 65.701  | 31,56 | 4 |
|                               | La Libertad Avanza                           | Ariel Diwan           | 42.638  | 20,48 | 3 |
|                               | Frente de Izquierda y de Trabajadores-Unidad | Luis Clutet           | 8.742   | 4,20  |   |
| Votos positivos               | Votos positivos                              | Votos positivos       | 208.181 | 92,66 |   |
| Votos en blanco               | Votos en blanco                              | Votos en blanco       | 14.944  | 6,65  |   |
| Votos válidos                 | Votos válidos                                | Votos válidos         | 223.125 | 99,31 |   |
| Votos nulos                   | Votos nulos                                  | Votos nulos           | 1.541   | 0,69  |   |
| Participación                 | Participación                                | Participación         | 224.666 | 76,36 |   |
| Electores habilitados         | Electores habilitados                        | Electores habilitados | 294.201 | 100   |   |
| Fuente: Escrutinio definitivo |                                              |                       |         |       |   |

#### Resultados por circuito
| Circuito electoral    | Ghi         | Ghi    | Ugartemendia | Ugartemendia | Diwan  | Diwan  | Clutet | Clutet | Blancos/Nulos | Blancos/Nulos | Participación | Participación |       |   |       |   |
| Circuito electoral    | Votos       | %      | Votos        | %            | Votos  | %      | Votos  | %      | Blancos/Nulos | Blancos/Nulos | Participación | Participación | Votos | % | Votos | % |
| --------------------- | ----------- | ------ | ------------ | ------------ | ------ | ------ | ------ | ------ | ------------- | ------------- | ------------- | ------------- | ----- | - | ----- | - |
| Circuito electoral    | 665 (Morón) | 37.314 | 48,84        | 19.643       | 25,71  | 16.118 | 21,10  | 3.325  | 4,35          | 6.679         | 8,04          | 83.079        | 79,01 |   |       |   |
| 669 (Haedo)           | 9.891       | 36,30  | 11.084       | 40,68        | 5.071  | 18,61  | 1.200  | 4,41   | 1.848         | 6,35          | 29.094        | 81,12         |       |   |       |   |
| 670 (Villa Sarmiento) | 2.955       | 32,63  | 3.893        | 42,98        | 1.787  | 19,73  | 422    | 4,66   | 576           | 5,98          | 9.633         | 80,72         |       |   |       |   |
| 671 (El Palomar)      | 14.281      | 42,88  | 10.490       | 31,50        | 7.226  | 21,70  | 1.307  | 3,92   | 2.789         | 7,73          | 36.093        | 79,08         |       |   |       |   |
| 672 (Morón/Castelar)  | 9.997       | 36,52  | 10.994       | 40,16        | 5.287  | 19,32  | 1.097  | 4,00   | 1.927         | 6,58          | 29.302        | 81,01         |       |   |       |   |
| 673 (Castelar)        | 15.269      | 47,99  | 8.621        | 27,10        | 6.580  | 20,68  | 1.349  | 4,23   | 2.623         | 7,62          | 34.442        | 79,75         |       |   |       |   |
| Total                 | 89.722      | 43,72  | 64.733       | 31,56        | 42.078 | 20,48  | 8.701  | 4,24   | 16.409        | 7,40          | 221.643       | 79,74         |       |   |       |   |